# Radwinter
Radwinter is een civil parish in het bestuurlijke gebied Uttlesford, in het Engelse graafschap Essex. In 2001 telde het dorp 595 inwoners. Het dorp heeft een kerk. De parish omvat de gehuchten Bendysh, Radwinter End, Mill End, Sellands, Brockholds, Maple Lane en Stocking Green.